# جدار عمان
جدار عمان (Amman living wall) هو بناء للاستخدامات المختلطة (العمل، أوقات الفراغ، الضيافة، والتسوق)، صُمم من قبل المهندس المعماري البريطاني نورمان فوستر
مساحتة المشروع 150 الف متر مربع. وهو مستوحى من الشكل الجيولوجي للموقع (وادي صقرة).
أنه مشروع مُكون من منصة ضخمة وكأنها منقوشة في الصخور الطبيعية، التي تشكل القاعدة لستة أبراج ذو واجهات ديناميكية نابض بالحياة، شكل تلك الواجهات يتميز بقطع رأسية طويلة غير منتظمة.الأبراج تستطيف فندق، وحدات سكنية ومكاتب. اما القاعدة التي تستند عليها الأبراج، تستطيف متاجر ومرافق ترفيهية. بين الأبراج، مُصمم المشروع تصور وجود مناطق مُغطاة للمناسبات العامة، منها مسرح وساحة كبيرة.
الاسم «جدار عمان» (Amman living wall) يأتي من فكرة إعطاء الحياة للمناطق المنحدرة التي تحد وديان المُدن.

## موقع
المشروع يقع في وادي صقرة، منطقة تجارية ناشئة في مدينة عمان. الواجة الرئيسية تقع على «شارع عرار» الذي يربط وسط المدينة التجاري مع غيرها من المواقع الحديثة في عمان مثل العبدلي الجديد. وادي سقرة يشهد تطورات رئيسية في العمارة تشمل مكاتب، مراكز تجارية، فنادق ومستشفيات.

## عناصر المشروع
- المنصة (81،6002) :تضم حوانيت للبيع، مطاعم، ميادين مفتوحة ومواقف لسيارات؛
- ستة أبراج تنمو من المنصة؛
  - ابراج المكاتب (1،5،6)
  - برج الفندق (2)
  - برج الشقق الفاخرة (3، 4)

## وصلات خارجية
- Dip (Development and Investement Projects Fund